# 祖甲
祖甲（？—前1152年），又稱且甲、帝甲，子姓，名載，是商朝第25位國王，武丁之子，前任國王祖庚之弟。他幼年时得到父亲武丁宠爱，但他却不愿继承王位，把王位让给了兄长，自己与平民生活在一起；兄长病死后，他又在位33年，能很好地照顧一般民眾。《竹书纪年》称他早年曾征伐西戎，晚年时重修《汤刑》。霍光曾提到祖甲生了一对双胞胎，一个叫“嚣”，一个叫“良”。《史記》稱他在位時荒淫無度，商朝再度衰落。
祖甲建立了完备的周祭制度，以肜祭（鼓祭）、翌祭（舞祭）、祭祭（肉祭）、洅祭（谷物祭祀）、协祭（综合性祭祀）这五种祭祀方式系统性地祭祀全体祖先。部分学者认为祖甲可能还开创了王位嫡子继承制（有嫡子继承制无长子继承制），有可能是西周的嫡长子继承制的前身，这种改革为商末王子间的争斗埋下了隐患。但是对此存在争议，也有观点认为嫡子继承制要到康丁才开创并认为一直到商朝末年和宋国也未必严格执行嫡子继承制（《吕氏春秋·当务》所记载的宋微子启与帝辛的“嫡长子之争”，更被认为是只不过是战国末年的寓言故事托古而不符合事实，因为宋微子启与微仲衍的母亲均来自“微族”甚至可能是《尚书·牧誓》的八国之一，而与帝辛并非同一母所生）。

## 在位年數
現今流傳文獻記載的祖甲在位年數有2種說法：
- 在位十六年，《太平御覽》卷83引《史記》，《資治通鑑外紀》、《通志》均同。
- 在位三十三年，《史記·魯世家》引據〈毋逸〉云，《尚書·無逸篇》，《今本竹書紀年》、《皇極經世》、《資治通鑑前編》、《文獻通考》均同。

## 家庭

### 妻
- 妣戊，甲骨文作“祖甲配妣戊”[a]

### 子
- 廪辛
- 庚丁
- 良